# Malhadal
Malhadal é uma aldeia da freguesia de Proença-a-Nova, Município de Proença-a-Nova e Distrito de Castelo Branco com 150 habitantes.
Nas suas proximidades (a cerca de 2 km), situa-se a praia fluvial do Malhadal.